# Dornecy
Dornecy é uma comuna francesa na região administrativa de Borgonha-Franco-Condado, no departamento Nièvre. Estende-se por uma área de 17,31 km². Em 2010 a comuna tinha 480 habitantes (densidade: 27,7 hab./km²).